# Asian Kung-Fu Generation
Asian Kung-Fu Generation (アジアン・カンフー・ジェネレーション, Ajian Kanfū Jenerēshon) is een Japanse rockformatie onder contract bij Sony Music Entertainment Japan. De muziek valt onder de genres poprock, indierock en alternatieve rock.

## Biografie
In 1996 werd de band geformeerd door Kensuke Kita, Takahiro Yamada en Masafumi Gotō, destijds studiegenoten. Vlak daarna voegde Kiyoshi Ijichi zich bij de groep. In eerste instantie traden ze voornamelijk op in kleinere gelegenheden, tot de uitgave van hun eerste EP in 2000, waar zes Engelstalige covers op stonden.
In het daarop volgende jaar probeerde de band hun eerste single, Kona Yuki (粉雪), aan de man te brengen via indie-radiozenders. Dat lukte. Het tweede minialbum, Hōkai Amplifier (崩壊アンプリファー), volgde in 2002. Het album werd zeer positief ontvangen.
De singles Mirai no Kakera (未来の破片) en Kimi to Iu Hana (君という花), uitgegeven in 2003, betekende de doorbraak van de band. Kimi Tsunagi Five M (君繋ファイブエム), het eerste 'volwaardige' album, werd 25.000 keer verkocht. De fans, toenemend in aantal, kwamen met een alternatieve naam voor de band: Ajikan (アジカン).
In 2004 werden er meer singles uitgebracht: Siren (サイレン), Loop & Loop (ループ ＆ ループ), Rewrite (リライト) en Kimi no Machi Made (君の街まで). Rewrite werd een soundtrack voor de anime Fullmetal Alchemist. Ook volgde er een tweede album, Sol-fa (ソルファ). Er werden er meer dan 600.000 verkocht. Het album werd ook uitgebracht in de Verenigde Staten.
Ook werd hun single After Dark een soundtrack voor de anime Bleach.

## Discografie

### Albums
| Jaar | Album                   |
| ---- | ----------------------- |
| 2003 | Hōkai Amplifier         |
| 2003 | Kimi Tsunagi Five M     |
| 2004 | Sol-fa                  |
| 2006 | Fanclub                 |
| 2006 | Feedback File           |
| 2008 | World World World       |
| 2008 | Into An Unseen Tomorrow |
| 2008 | Surf Bungaku Kamakura   |
| 2010 | Magic Disk              |
| 2012 | Landmark                |

### Singles
| Jaar | Album                          |
| ---- | ------------------------------ |
| 2003 | Minai No Kakera                |
| 2003 | Kimi To Iu Hana                |
| 2004 | Siren                          |
| 2004 | Loop & Loop                    |
| 2004 | Rewrite                        |
| 2004 | Kimi No Machi Made             |
| 2005 | Blue Train                     |
| 2006 | World apart                    |
| 2006 | A Town In Blue                 |
| 2007 | After Dark                     |
| 2008 | Korogaru Iwa Kimini Asaga Furu |
| 2008 | Fujisawa Looser                |